# Brenthia sapindella
Brenthia sapindella là một loài bướm đêm thuộc họ Choreutidae. Nó được tìm thấy ở Cuba.
Chiều dài cánh trước là 3.6-3.8 mm đối với con đực và 3.8-4 đối với con cái.
Ấu trùng ăn Sapindus raponarius.